# Hyllus decellei
Hyllus decellei är en spindelart som beskrevs av Wanless, Clark 1975. Hyllus decellei ingår i släktet Hyllus och familjen hoppspindlar. Inga underarter finns listade i Catalogue of Life.